# Straßenbahn Burlington (Vermont)
Die Straßenbahn Burlington war ein Straßenbahnbetrieb in und um die Stadt Burlington im US-Bundesstaat Vermont.

## Geschichte

### Pferdebahn
Bereits 1872 erhielt die Winooski and Burlington Horse Railroad Company als erste Gesellschaft im Bundesstaat Vermont eine Konzession zum Bau einer Straßenbahn. Sie durfte Pferdebahnstrecken in den Straßen von Winooski und Burlington bauen. Obwohl die Strecke von Winooski nach Burlington erst am 15. November 1885 in Betrieb ging, war sie dennoch der erste Straßenbahnbetrieb in Vermont. Die Strecke begann an der College Street/Lake Street am Bahnhof der Central Vermont Railroad. Sie führte durch die Lake Street, Main Street, Church Street, Pearl Street, North Winooski Avenue und Riverside Avenue nach Winooski. Hier überquerte sie im Zuge der Colchester Avenue den Winooski River und führte durch die Main Street und West Allen Street bis zum Bahnhof. Der Betriebshof war nahe der Kreuzung North Winooski Avenue/Riverside Avenue etwa in der Mitte der Strecke.
Anfang 1889 ging eine Zweigstrecke von der Church Street/Pearl Street in Burlington über Pearl Street, North Champlain Street, North Street und North Avenue bis zum Lakeview-Friedhof in Betrieb. Kurz danach wurde eine Verbindungsstrecke von der North Winooski Avenue durch die North Street bis zur North Champlain Street eröffnet und die erst wenige Monate alte Strecke in der Pearl Street und North Champlain Street wieder abgebaut. Mitte Juni 1889 nahm die Bahngesellschaft außerdem den Betrieb auf der Strecke zur Baumwollfabrik auf. Sie führte durch die Pine Street von der Main Street bis zur Kilburn Street.

### Elektrifizierung und weiterer Netzausbau
Am 5. September 1893 gingen zwei weitere Strecken in Betrieb. Eine führte von der Main Street/Church Street durch die Main Street, South Union Street und Shelburne Road bis zur Park Avenue (heute Flynn Avenue), wo sich ein Zirkusplatz befand. Die Pine Street-Linie wurde gleichzeitig ebenfalls bis zur Park Avenue verlängert. Am selben Tag wurde außerdem auf allen Linien in Burlington der elektrische Betrieb aufgenommen, nur die Strecke vom Betriebshof bis Winooski wurde noch bis 1896 mit Pferden betrieben. 1896 wurde außerdem eine zweite Linie nach Winooski eröffnet. Sie begann in der Pearl Street und führte über diese und die Colchester Avenue, Chase Street, Barrett Street und erneut durch die Colchester Avenue zur Brücke in Winooski, wo sie über die bestehende Strecke bis zum Bahnhof führte. Ebenfalls 1896 wurde die Friedhofslinie bis zur Institute Road verlängert. Der Name der Gesellschaft wurde am 11. November 1896 auf Burlington Traction Company (BTC) geändert.
Am 1. August 1899 wurde die Linie durch die Shelburne Road nach Süden verlängert, sie führte durch die Shelburne Road bis südlich der Home Avenue, weiter auf eigenem Bahnkörper über die Pine Street und Queen City Park Road bis zur Endstelle vor der hier vorbeiführenden Bahnstrecke Bellows Falls–Burlington gegenüber dem Queen City Park. Eine Fußgängerbrücke über die Eisenbahn stellte die Verbindung zum Park her. Die Strecke von der Shelburne Road zum Queen City Park wurde nur in der Sommersaison bedient.
1905 kam eine Verlängerung der North-Avenue-Linie bis zum Ethan Allen Park hinzu. 1915 und 1922 wurde die Strecke in Winooski jeweils um ein kurzes Stück näher an den Bahnhof heran verlängert. Die Gesamtlänge der Strecken der BTC belief sich auf etwa 19 Kilometer.

### Military Post Street Railway

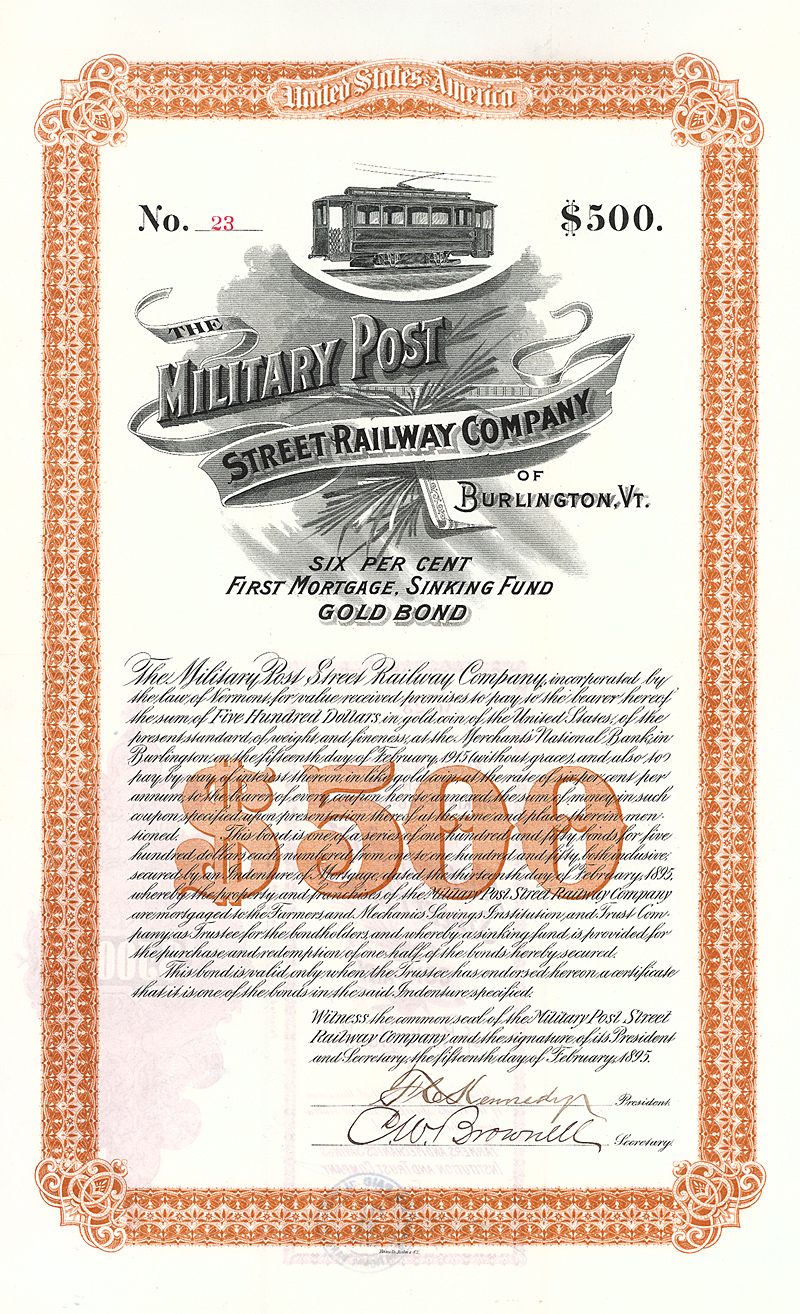
Gold-Bond über 500 $ der Military Post Street Railway vom 15. Februar 1895

Anfang 1895 nahm eine zweite Gesellschaft eine Pferdebahn in Betrieb. Die Military Post Street Railway war 1894 durch die Straßenbahn Burlington gegründet worden. Die Strecke begann in Winooski in der Main Street nördlich der Eisenbahn und führte durch diese und durch die Spring Street und den College Parkway bis zum Fort Ethan Allen. Im Juli 1895 wurde sie durch die Pearl Street bis zum Bahnhof Essex Junction verlängert. Die Central Vermont Railroad versagte der Straßenbahn die Nutzung der Überführung im Zuge der Main Street in Winooski und stellte Wachen an der Überführung auf, die eine Verlegung von Gleisen verhindern sollten. Die Arbeiter der Bahngesellschaft überwältigten jedoch eines Nachts die Wachen und verlegten zügig die Gleise. 1896 wurde die Strecke elektrifiziert und am 27. Juli des Jahres übernahm die Burlington Traction Company die Betriebsführung. Alle 40 Minuten fuhren die Bahnen zwischen Winooski und Essex Junction, bei hohem Andrang auch häufiger. Sie fuhren in der Regel bis zum Queen City Park in Burlington durch.

### Stilllegung
Ab Anfang der 1920er Jahre gingen die Fahrgastzahlen immer weiter zurück, nachdem viele Leute auf Privatautos umgestiegen waren. Bereits 1926 wurde die Sommerstrecke vom Zirkusplatz zum Queen City Park stillgelegt. Am 4. November 1927 brach bei einer Überschwemmung die Brücke über den Winooski River in Winooski ein. Eine Behelfspontonbrücke wurde ohne Gleise angelegt und die Fahrgäste mussten sie zu Fuß überqueren. Erst nach einigen Monaten ging die neue Brücke in Betrieb. Ein Busunternehmer kaufte 1929 die Burlington Traction Company und stellte am 4. August den gesamten Straßenbahnbetrieb ein. An der Kreuzung Main Street/St. Paul Street in Burlington wurde einer der ältesten Triebwagen vor mehreren tausend Versammelten feierlich abgebrannt. Busse übernahmen die Verkehrsaufgaben am folgenden Tag.